# Revista Hispano-Americana
La Revista Hispano-Americana fue una revista editada en la ciudad española de Madrid entre 1864 y 1867.

## Historia
La revista, editada en Madrid inicialmente bajo el subtítulo «política, científica y literaria», se imprimió sucesivamente en las imprentas de Galiano, T. Fortanet y D. Valero. Su primer número apareció el 10 de noviembre de 1864, bajo la dirección de Antonio Angulo y Heredia. De periodicidad quincenal, el 27 de enero de 1865 pasó a ser «política, económica, científica y literaria», teniendo como directores a Antonio Angulo y Félix de Bona y entre sus redactores a Cristóbal de Arozarena, Calixto Bernal, José M. Escoriaza y Julio L. Vizcarrondo. También participó Rafael María de Labra como redactor jefe. Fue competidora de La América. El último número del que tiene constancia Eugenio Hartzenbusch e Hiriart es el del 20 de mayo de 1867. El 13 de junio apareció con el título El Imparcial. Revista hispano-americana, política, económica, científica, literaria, artística y de noticias, etapa durante la cual la revista fue publicada en la imprenta de D. Valero.